# سیارک ۹۵۳۳
سیارک ۹۵۳۳ (به انگلیسی: 9533 Aleksejleonov، نامگذاری:1981SA7) نه هزار و پانصد و سی و سومین سیارک کشف شده‌است که در ۲۸ سپتامبر ۱۹۸۱ کشف شد.
قدر مطلق سیارک برابر ۱۳٫۷۰ است.